# Аделеке Акіньємі
Аделеке Акінола Акіньємі (англ. Adeleke Akinola Akinyemi ; нар. 11 серпня 1998) — нігерійський футболіст, нападник«Вентспілса».

## Біографія
На початку кар'єри Акіньємі значився в складах албанського клубу «Скендербеу» і косовського «Трепча'89», але не зіграв за них жодного офіційного матчу. Ще до того грав у команді «Седарли ГБ», забивши у невизнаному ФІФА та УЄФА чемпіонаті ПІвнічного Кіпру 10 голів у 13 матчах, при цьому у заявці числився як гравець 1997 року народження.
На початку 2017 року став гравцем латвійського «Вентспілса», де відразу став основним бомбардиром і у першому ж сезоні виграв Кубок Латвії. У першій половині сезону 2018 року Акіньємі був найкращим бомбардиром чемпіонату країни з 13 голами, також він забив 7 голів у 4 матчах своєї команди в Лізі Європи (6 голів у двох матчах проти албанського «Люфтерарі» та єдиний гол своєї команди у двобої проти французького «Бордо».
На початку серпня 2018 року у ЗМІ повідомили, що Акіньємі був викрадений зловмисниками, які хотіли отримати за гравця викуп, проте пізніше Аделеке зізнався, що його не викрадали, а він сам ховався від керівництва «Вентспілса», який погрожував йому, змушуючи підписати новий контракт.

## Досягнення
- Володар Кубка Латвії: 2016/17